# Synergistic Software
Synergistic Software est une ancienne société de développement et d'édition de logiciels et de jeux vidéo américaine. Elle est fondée en 1978 par Ann et Robert Clardy pour publier deux jeux vidéo de rôle – Dungeon Campaign et Wilderness Campaign – programmés par ce dernier. La société édite ensuite plusieurs logiciels précurseurs pour l’Apple II. 
En 1980, Robert Clardy développe ensuite la suite de ses deux premiers jeux qui est publiée sous le titre de Odyssey: The Compleat Apventure . L’entreprise se développe ensuite rapidement. En 1981, elle recrute ainsi son premier employé et doit quitter le sous-sol de la maison de Clardy pour s’installer dans de nouveaux locaux. 
En 1982, elle compte déjà une dizaine d’employés et déménage à nouveau pour s’installer à Renton, dans la banlieue de Seattle. L’année suivante, pour faire face à la conjoncture, Robert Clardy décide de mettre un terme aux activités d’éditeur de la société pour se concentrer uniquement sur le développement de nouveaux programmes ou d’adaptation. À partir de là, Synergistic Software travaille ainsi en tant que développeur indépendant pour plusieurs éditeurs. En 1996, l’entreprise est rachetée par Sierra On-Line. Son équipe de développement conserve néanmoins son indépendance jusqu’en 1999, date à laquelle elle est fusionnée avec d’autres studios au sein de la division jeu vidéo de Sierra dans le cadre d’une restructuration.

## Historique
Synergistic Software est fondé par Ann et Robert Clardy. En 1978, alors qu’il travail comme concepteur de système de détection et de commandement aéroporté chez Boeing, Robert Clardy achète un micro-ordinateur Apple II et commence à s’intéresser à la programmation. Après s’être perfectionné en retravaillant un des programmes du manuel de l’Apple II, Dragon Maze de Gary Shannon, il décide de créer son propre jeu. Tout en poursuivant sa carrière, il se lance alors dans le développement d’un jeu vidéo de rôle, qu’il baptise Dungeon Campaign. Après l’avoir terminé, il se rend à une réunion d’un groupe d’échange de programmes pour l’Apple II, l’Apple PudgetSound Program Library Exchange, où il distribue les premières copies de son jeu. Celui-ci rencontre un succès inattendu auprès des membres du groupe, qui le pousse à l’améliorer et à le faire éditer. Il achète alors de la mémoire supplémentaire pour son Apple II afin de pouvoir doter le jeu de graphismes en haute résolution et en décembre 1978, il commence à travailler sur la suite de Dungeon Campaign, qu’il baptise Wilderness Campaign. Il le termine assez rapidement et décide de le regrouper avec Dungeon Campaign pour le commercialiser. Il en fait la promotion dans plusieurs boutiques d’ordinateur de la région, qui se montre intéressées et grâces auxquelles il parvient à réaliser ses premières ventes. Fort de ce premier succès, lui et sa femme Ann Clardy envisagent sérieusement de se consacrer à plein temps à cette nouvelle activité. Robert Clardy décide alors de démissionner et se donne trois mois pour réussir à en vivre, avant d’éventuellement chercher un nouvel emploi. Le succès de leur projet dépasse cependant largement leur espérance et ils fondent donc leur propre société d’édition de logiciel, qu’ils baptisent Synergistic Software.
Robert Clardy développe ensuite un des premiers utilitaires destiné à l’Apple II, Higher Graphics, qu’ils publient en novembre 1979. Avec Christopher Anon, il programme également un logiciel de base de données, Modifiable Database. Il n’est cependant pas préparer à assurer le service après-vente qu’implique un logiciel destiné aux professionnels et il se retrouve vite submergé de demande d’amélioration ou de modification de son programme, ce qui l’empêche de se consacrer à de nouveaux développement. A la même époque, il publie également un des premiers logiciels de programmation pour l’Apple II, Program Line Editor, développé par Neil Konzen, un des membres de son groupe d’échange. Après le succès rencontré par cette première vague de logiciel et après avoir participé à la cinquième West Coast Computer Faire en mars 1980, Robert Clardy commence à travailler sur le développement de la suite de Dungeon Campaign et Wilderness Campaign, Odyssey: The Compleat Apventure qu’il programme initialement en Integrer BASIC avant de le reprogrammé en AppleSoft BASIC sous la pression des joueurs, mécontent des limitations imposées au programme initial. Outre ses premiers produits, qui connaissent un certain succès commercial, Synergistic Software tente également de percer sur le marché des logiciels éducatifs, avec des programmes comme The Linguist et The Star Gazer’s Guide, mais cette tentative se révèle être un échec commercial. En mars 1981, l’entreprise recrute son premier employé à plein temps, le programmeur Mike Branham, et ils quittent le sous-sol de leur maison pour s’installer dans de nouveaux bureaux. Après l’échec de Data Reporter, la nouvelle version de Modifiable Database, qu’ils attribuent au manque de marketing et de promotion, ils recrutent le frère de Robert, Will Clardy, pour gérer ces deux aspects. Début 1982, la société compte une dizaine d’employé et déménage à nouveau pour s’installer dans de plus grands locaux à Renton, dans la banlieue de Seattle.
En 1983, compte tenu de la conjoncture, Robert Clardy décide de mettre un terme aux activités d’édition de logiciel et de jeu vidéo de l’entreprise pour se concentrer uniquement sur le développement de nouveaux programmes ou d’adaptation. Il commence alors à négocier avec d’autres éditeurs pour assurer la distribution des titres jusque-là édités par Synergistic, avec par exemple la distribution de Crisis Mountain par Micro Lab. Il prévoit également d’adapter les jeux et logiciels les plus populaires du studio à de nouvelles plates-formes, dont notamment une version IBM PC de The Data Reporter destinée au marché japonais. L’entreprise continue par ailleurs de développer de nouveaux jeux destinés à être publiés par d’autres éditeurs.
En 1996, l’entreprise est rachetée par Sierra On-Line. Son équipe de développement conserve néanmoins son indépendance jusqu’en 1999, date à laquelle elle est fusionnée avec d’autres studios au sein de la division jeu vidéo de Sierra dans le cadre d’une restructuration.

## Produits
| Année | Titre                                  | Développeur                       | Genre                  | Plate-forme                              |
| ----- | -------------------------------------- | --------------------------------- | ---------------------- | ---------------------------------------- |
| 1979  | Dungeon Campaign / Wilderness Campaign | Robert Clardy                     | Jeu vidéo de rôle      | Apple II                                 |
| 1979  | Higher Graphics                        | Robert Clardy                     | Logiciel               | Apple II                                 |
| 1979  | Modifiable Database                    | Robert Clardy et Christopher Anon | Logiciel               | Apple II                                 |
| 1979  | Program Line Editor                    | Neil Konzen                       | Logiciel               | Apple II                                 |
|       |                                        |                                   |                        |                                          |
| 1980  | Higher Text                            | Ron Aldrich                       | Logiciel               | Apple II                                 |
| 1980  | Higher Text II                         | Ron Aldrich                       | Logiciel               | Apple II                                 |
| 1980  | Linguist                               | Charles Fleishman                 | Logiciel éducatif      | Apple II                                 |
| 1980  | Odyssey: The Compleat Apventure        | Robert Clardy                     | Jeu vidéo de rôle      | Apple II                                 |
| 1980  | Star Gazer’s Guide                     |                                   | Logiciel éducatif      | Apple II                                 |
|       |                                        |                                   |                        |                                          |
| 1981  | Data Reporter                          | Neil Konzen                       | Logiciel éducatif      | Apple II                                 |
| 1981  | Doom Cavern / Sorcerer's Challenge     | Robert Clardy                     | Jeu vidéo de rôle      | Apple II                                 |
| 1981  | Escape From Arcturus                   | Ron Aldrich                       | Jeu d’action           | Apple II                                 |
|       |                                        |                                   |                        |                                          |
| 1982  | Apventure to Atlantis                  | Robert Clardy                     | Jeu vidéo de rôle      | Apple II                                 |
| 1982  | Bolo                                   | Elvyn Software                    | Jeu d’action           | Apple II                                 |
| 1982  | Communicator                           | David Kampschafer                 | Logiciel éducatif      | Apple II                                 |
| 1982  | Crisis Mountain                        | David Schroeder                   | Jeu d’action           | Apple II – Atari 8-bit                   |
| 1982  | Game Animation Package                 | Glen Bredon et David Kampschafer  | Logiciel               | Apple II                                 |
| 1982  | Inventory Manager                      | Joe Marinello                     | Logiciel               | Apple II                                 |
| 1982  | Nightmare Gallery                      | Ron Aldrich                       | Shoot 'em up           | Apple II                                 |
| 1982  | Planetary Guide                        | Kevin Bagley et David Kampschafer | Logiciel éducatif      | Apple II                                 |
| 1982  | Probe One: The Transmitter             | Lloyd Ollman                      | Jeu d’aventure         | Atari 8-bit                              |
| 1982  | Procyon Warrior                        | Glen Bredon                       | Jeu d’action           | Apple II                                 |
| 1982  | U-Boat Command                         | Charles Fleishman                 | Jeu d’action           | Apple II                                 |
| 1982  | Warlock's Revenge                      | Charles Fleishman                 | Jeu d'aventure         | Atari 8-bit                              |
| 1982  | World Weaver III                       | Bob Huelsdonk                     | Traitement de texte    | Apple III                                |
|       |                                        |                                   |                        |                                          |
| 1983  | Microbe: The Anatomical Adventure      | Robert Clardy et Alan Zalta       | Jeu éducatif           | Apple II                                 |
|       |                                        |                                   |                        |                                          |
| 1984  | Pitstop II                             | Synergistic Software              | Jeu de course          | Apple II, Atari 8-bit                    |
|       |                                        |                                   |                        |                                          |
| 1985  | Thexder (portage)                      | Synergistic Software              | Shoot 'em up           | Apple II, Amiga                          |
|       |                                        |                                   |                        |                                          |
| 1986  | Championship Baseball (portage)        | Synergistic Software              | Jeu de sport           | IBM PC                                   |
|       |                                        |                                   |                        |                                          |
| 1988  | J. R. R. Tolkien's War in Middle Earth | Synergistic Software              | Jeu vidéo de stratégie | Apple II, Amiga, Atari ST, IBM PC        |
| 1988  | Sidewinder                             | Synergistic Software              | Shoot 'em up           | Amiga, Atari ST, PC Booter               |
| 1988  | Silpheed (portage)                     | Synergistic Software              | Shoot 'em up           | TRS-80 CoCo                              |
|       |                                        |                                   |                        |                                          |
| 1990  | Fool's Errand (portage)                | Synergistic Software              | Jeu vidéo de réflexion | Amiga, Atari ST                          |
| 1990  | Spirit of Excalibur                    | Synergistic Software              | Jeu vidéo de rôle      | Apple II, Amiga, Atari ST, PC, Macintosh |
| 1991  | Conan: The Cimmerian                   | Synergistic Software              | Jeu d'action           | Amiga, PC,                               |
| 1991  | Vengeance of Excalibur (en)            | Synergistic Software              | Jeu vidéo de rôle      | Amiga, Atari ST, PC                      |
| 1994  | Spectre (portage)                      | Synergistic Software              | Jeu d'action           | Super NES                                |
| 1996  | Triple Play '97 (portage)              | Synergistic Software              | Jeu de sport           | PC                                       |
| 1996  | Birthright: The Gorgon's Alliance      | Synergistic Software              | Jeu vidéo de stratégie | PC                                       |
| 1997  | Diablo: Hellfire (extension)           | Synergistic Software              | Action-RPG             | PC                                       |
| 1997  | Front Page Sports Football Pro '98     | Synergistic Software              | Jeu de sport           | PC                                       |